# 구글 두들

2018년 미국 중간선거에 대한 구글 두들 "Go Vote"

구글 두들(Google Doodle)은 기념일이나 행사, 업적, 인물을 기리기 위해 구글 홈페이지에 있는 구글 로고를 일시적으로 특별히 바꿔 놓은 로고를 말한다. 최초의 구글 두들은 1998년 버닝 맨 축제를 기념한 것으로, 래리 페이지와 세르게이 브린이 만들었다. 이 로고는 구글 서버가 나갔을 때 자신들이 자리에 없다는 걸 유저들에게 알리는 용도로 사용됐다. 그 이후의 구글 두들은 외부와 계약해서 제작됐다. 그러다 2000년 페이지와 브린이 당시 구글 인턴이었던 데니스 황에게 바스티유의 날을 기념하는 로고를 제작해 달라고 했고, 이때부터 구글 두들의 제작과 공개는 구글 사내 직원팀이 맡게 되었는데 이들을 '두들러' (Doodlers)라고 부른다.
처음에 구글 두들은 지금처럼 움직이거나 링크가 걸리지는 않았다. 2000년대 말부터 두들의 등장 횟수도 늘고 보다 정교해지기 시작하였다. 2010년 1월에는 처음으로 움직이는 두들이 내걸렸는데 아이작 뉴턴을 기념하는 두들이었다. 그 후 얼마 지나지 않아서 유저와 소통할 수 있는 인터랙티브 방식의 두들이 처음 등장했다. 바로 팩맨을 기념하는 로고로, 구글 로고 모양의 맵에서 직접 팩맨을 플레이할 수 있도록 했다. 그리고 두들에 하이퍼링크도 걸리게 되었는데, 주로 해당 두들에서 다룬 주제에 관한 검색 결과 페이지로 넘어가는 식이었다. 2014년까지 구글은 2,000여개가 넘는 지역별 및 전세계 대상 두들을 홈페이지를 통해 선보이게 되었고 아티스트와 음악인, 유명인사를 특별히 초청해 제작을 맡기는 경우도 많아지게 되었다.
구글 두들은 브랜드 경영의 원칙을 무시했다. 바로 로고는 그대로 지켜져야 하며, 항상 올바르게, 변함없이 쓰여야 한다는 것으로, 그간 관련 업계에서는 계속해서 로고가 바뀌는 것이 브랜드의 가치를 깎아먹는 것이라고 여겨졌다. 수많은 브랜드에선 이 점이 사실이었을지는 몰라도, 구글은 통설을 거역했고 성공을 거두었다. 그래서 구글 로고는 언론과 대중의 관심을 끄는 지속적인 상호 소통의 한 사례로 유명해지게 되었다.

## 개요

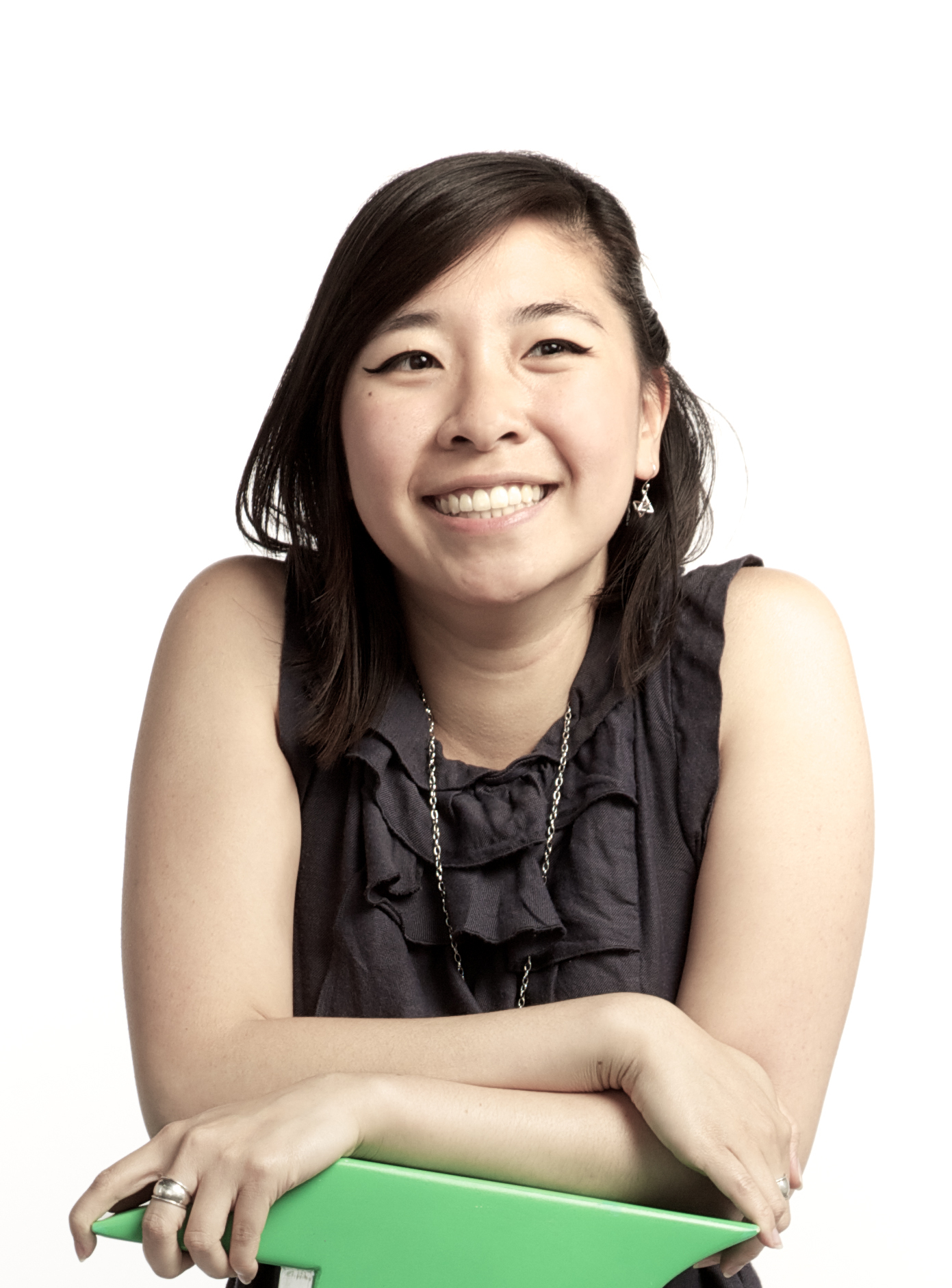
아티스트이자 '두들러'인 제니퍼 홈은 여러 해에 걸쳐 수많은 두들을 제작한 것으로 잘 알려져 있다.

구글 두들은 각종 유명 행사와 기념일을 기리는 것과 더불어, 여러 저명한 예술가와 과학자들을 해당 인물의 생일날에 기념하는 것으로도 잘 알려져 있는데 앤디 워홀, 알베르트 아인슈타인, 레오나르도 다 빈치, 라빈드라나드 타고르, 루이 브라유, 엘라 피츠제럴드, 퍼시벌 로웰, 에드바르트 뭉크, 니콜라 테슬라, 벨라 바르토크, 르네 마그리트, 노먼 헤더링턴, 존 레논, 마이클 잭슨, 블라디미르 다크노, 로버트 모그, 김중섭, 구로사와 아키라, 사티야지트 레이, H. G. 웰스, 프레디 머큐리, 새뮤얼 모스, 한스 크리스티안 외르스테드, 마하트마 간디, 데니스 게이버, 에디트 피아프, 콘스탄틴 브랑쿠시, 안토니오 비발디, 압델 할림 하페즈, 쥘 베른, 레온하르트 오일러 외 9,000여명 이상을 다뤘다.
이 중에서 로웰을 기념한 로고의 디자인은 구글의 또다른 서비스인 구글 맵스의 출범과 함께 주제로 다뤘다. 구글 두들은 구글의 주요 행사를 표현하는 데에도 사용되는데 이를테면 구글의 창사 기념일 같은 것이다. 역사적인 사건에 대한 기념도 구글 두들에서 자주 다뤄지는 주제 중 하나로 맞물림식 레고 블록의 출시 50주년을 맞아 레고 블록으로 로고를 디자인한게 대표적이다. 구글 두들에 따라서 구글의 각 국가별 홈페이지에만 한정 표시되는 것도 있고, 여러 국가 혹은 전세계를 대상으로 표시되는 것도 있다.

### 인터렉티브 두들과 비디오 두들

최초로 인터렉티브 방식으로 제작됐던 구글 팩맨 로고

2010년 5월 구글은 아케이드 게임 <팩맨> 30주년을 맞아 전세계를 대상으로 남코 사와 합작하여 만든 인터렉티브 로고를 선보였다. 구글을 방문한 유저는 'Google'이란 단어 글자 모양의 팩맨 미로 맵이 담긴 로고에서 실제로 팩맨을 플레이해볼 수 있다. 이 로고는 원래의 게임 사운드도 흡사하게 재현해 놓았다. '검색' 버튼 옆에 달린 'I'm Feeling Lucky' 버튼은 '동전 넣기 (Insert Coin)' 버튼으로 바뀌었다. 이 버튼을 한번 누르면 팩맨 로고를 플레이할 수 있고, 두번 누르면 또다른 플레이어로 미스 팩맨이 등장해 두명이서 플레이할 수 있다. 이때 조작키는 플레이어 1이 방향키, 플레이어 2가 WASD키다. 세번 눌렀을 때에는 원래의 'I'm Feeling Lucky' 버튼으로 되돌아간다. 이 로고는 2010년 5월 23일 원래의 로고로 대체되어 사라졌지만, 가지고 놀 수 있는 로고를 원하는 유저들의 요구가 폭증하면서 구글 측에서 구글 팩맨 사이트를 영구 개설하게 되었다.
이때부터 구글은 인터렉티브 방식과 비디오 방식으로 제작한 두들을 조금씩 계속해서 선보이고 있다. 그 중 몇가지 예를 들면 다음과 같은 것이 있었다.
- 2010년 10월 8일, 구글은 최초로 애니메이션 로고를 선보였다. 존 레논 탄생 70주년을 기념하기 위해 그의 곡인 <Imagine>의 짧은 뮤직비디오를 실었다.[16] 비슷한 식으로 2011년 9월 5일에는 프레디 머큐리 탄생 65주년을 맞아 <Don't Stop Me Now>가 흘러나오는 애니메이션 단편을 선보였다.[17]
- 2011년 4월 15일, 구글은 최초로 비디오가 담긴 두들을 선보였는데 찰리 채플린 탄생 122주년을 기리는 것이었다.[18] 이 두들은 흑백으로 된 유튜브 영상으로, 클릭하면 영상이 시작되고 끝난 뒤에 해당 두들에 관한 것을 보여주는 일반적인 구글 검색 결과로 넘어간다. 영상에 담긴 단편 영화의 모든 배역은 구글 두들 팀이 전부 맡았으며 스페셜 제작 비화 영상도 구글 공식 블로그에서 공개했다.

- 2011년 6월 9일 구글은 레스 폴 탄생 96주년을 기념하여 인터렉티브 방식의 일렉트릭 기타 두들을 내걸었다. 두들 위에 커서를 띄우는 방식으로 레스 폴이 만든 깁슨 기타와 똑 닮은 기타 줄을 치면서 연주할 수 있도록 했으며, 커서 말고 키보드 자판으로도 연주가 가능해 키보드로 두들과 상호 반응하게 했다. 이 두들은 원래의 구글 로고와 조금 그대로 닮도록 해 놓았다. 구글 미국판에서는 유저에게 30초짜리 분량을 녹음할 수도 있게 했고, 해당 url을 만든 다음 다른 이들과 공유하도록 했다. 미국에서는 큰 인기를 얻어 하루 더 추가로 내걸리기도 했다. 현재는 구글 두들 아카이브에 보관되어 있다.[19]
- 2012년 6월 23일에는 앨런 튜링 탄생 100주년을 맞아 구글 로고가 인터렉티브 방식의 튜링 머신으로 바뀌기도 했다.[20]
- 2013년 11월 23일에는 드라마 <닥터 후>의 방영 50주년을 기념하여 구글 로고가 간단하게 플레이해볼 수 있는 닥터 후 게임으로 바뀌었다.[21]
- 2014년 5월 19일에는 루빅스 큐브 발매 40주년을 기념해 가상의 루빅스 큐브를 제작하여 유저들이 직접 풀어볼 수 있게 했다.
- 2015년 4월 14일, 구글은 포니 익스프레스의 창사 155주년을 기념하여 구글 로고를 2D 횡스크롤 게임 두들로 바꾸었다. 게임은 장애물을 피하면서 우편물을 모아 캘리포니아에서 미조리까지 우편물 100개를 배달하는 방식이다.[22]
- 2015년 12월 17일에는 베토벤의 탄신 세례 245주년을 맞이하여 구글 두들을 선보였다.[23] 이 두들은 베토벤을 주인공으로 한 미니 게임으로, 어질러진 악보들을 올바른 순서대로 맞추는 방식이며 총 4레벨로 진행된다.
- 2016년 8월 5일 구글은 2016년 하계 올림픽을 맞이하여 '두들 푸르츠 게임'이란 이름의 앱을 선보였다. 안드로이드와 iOS에 설치가 가능한 이 게임은 7개의 미니 게임으로 구성되어 있으며 딸기, 블루베리, 코코넛, 파인애플 등의 과일을 주인공으로 했다. 올림픽이 열리는 기간 동안 매일마다 새로운 미니 게임을 플레이해볼 수 있으며 올림픽이 폐막하는 8월 21일까지 유지된다. 두들에 있는 플레이 버튼을 클릭하면 구글 앱을 다운로드할 수 있다.
- 2022년 10월 할로윈 두들과 미니게임을 내놓았으나 대한민국에서는 이태원에서 발생한 압사 참사로 인하여 표시 지역에서 제외하였다. 이 때문에 2022년 이후 년도의 할로윈에는 두들이나 미니게임들이 제외되는 것으로 보인다.

### 자주 다뤄지는 주제
1998년 구글이 추수감사절 휴일을 기념하는 두들을 처음으로 선보인 이래, 각종 휴일과 행사, 그리고 그밖에 매년마다 반복되는 기념일을 위한 두들이 제작되어 왔다. 자주 다뤄지는 것으로는 다음이 있다.
- 신정 (2000년~)
- 마틴 루터 킹 주니어의 날 (2003년, 2006년~)
- 구정 (2001년, 2003년~)
- 광복절 (2001년~)
- 발렌타인 데이 (2000년~, 올림픽이 치러지는 해는 제외)
- 국제 여성의 날 (2005년, 2009년~)
- 성 패트릭 축일 (2000년~2002년, 2004년~)
- 지구의 날 (2001년~)
- 어머니날과 아버지날 (2000년~)[24]
- 미국 독립기념일 (2000년~)
- 바스티유의 날 (2000년~)
- 올림픽 (2000년~, 2014년 2월 7일자 제외)
- 할로윈 (1999년~)
- 추석 (2003년~)
- 추수감사절 (1998년~)
- 12월 25일[a] (1999년~)
- 새해 전야 (2010년~)

## 두들 포 구글 공모전

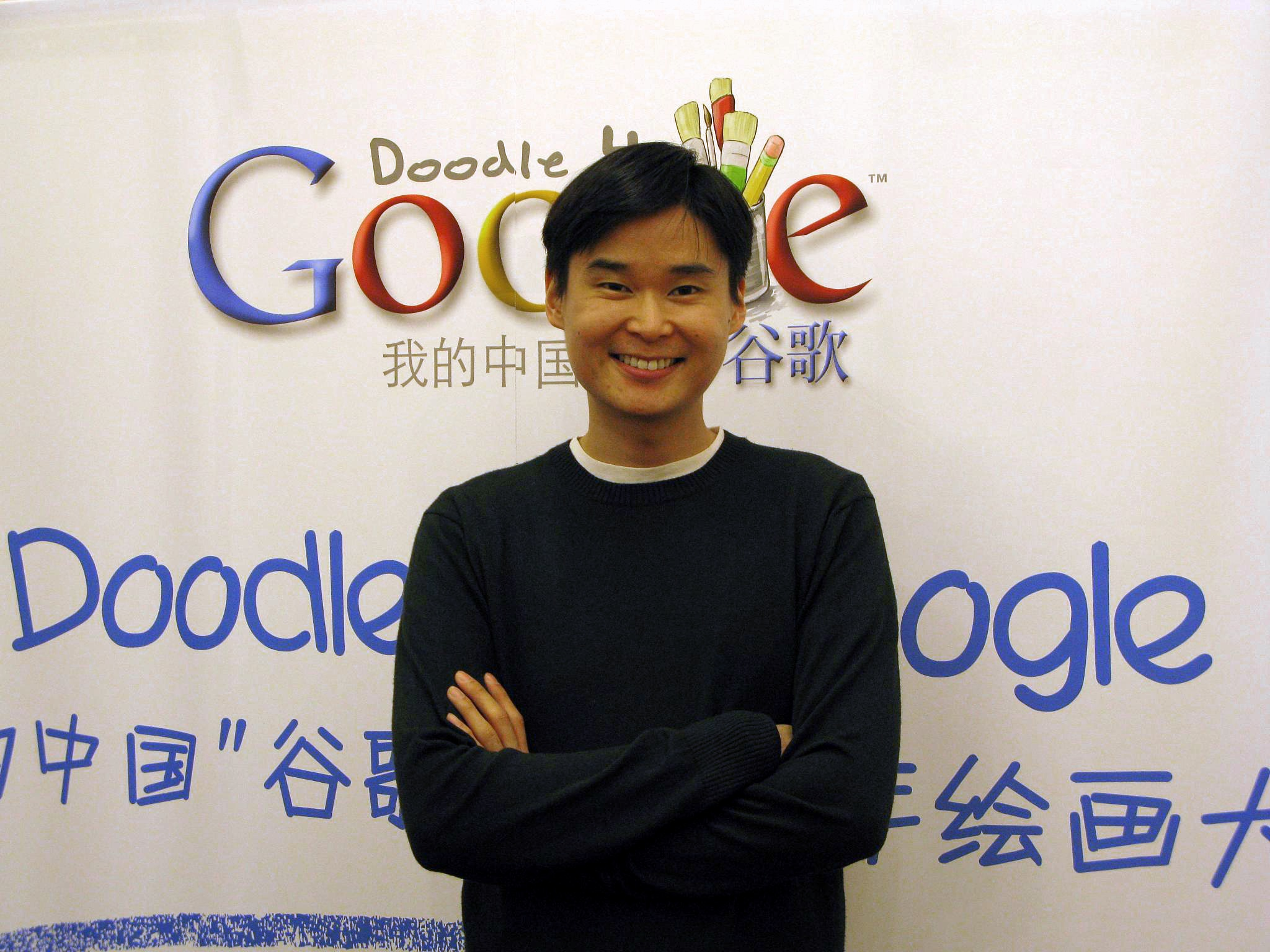
최초의 구글 두들러였던 데니스 황이 2009년 베이징에서 열린 Doolde 4 Google 행사에 참석한 모습

구글은 학교에 재학중인 학생들을 대상으로 구글 두들을 제작하는 공모전도 열고 있는데 'Doodle 4 Google (두들 포 구글)'이라고 부른다. 공모전에서 발탁된 두들 수상작들은 Doodle 4 Google 웹사이트로 옮겨져 누리꾼들의 투표를 통해 우승작을 가린다. 우승자는 미국 구글플렉스 견학의 기회와 구글 웹사이트에 24시간 동안 자신의 두들 우승작을 내걸 수 있는 기회를 얻는다.
이 공모전은 영국에서 시작되었고 이후 미국과 다른 국가로 옮겨갔다. 2008년에는 아일랜드에서도 열렸다. 2009년에는 인도에서 공모전을 진행할 것이며 우승작은 어린이날인 11월 14일에 구글 인도판 홈페이지에 전시될 것이라고 발표했다. 2010년 1월에는 비슷한 방식으로 싱가포르에서 '우리의 싱가포르'란 주제를 내걸고 공모전이 열렸고 우승작은 총 3만표 이상을 받아 싱가포르 국경일에 싱가포르판 홈페이지를 통해 공개됐다. 2015년에도 싱가포르에서 다시 한번 열렸고 주제는 '싱가포르: 다음 50년'이었다.
대한민국에서도 Doodle 4 Google이 열린 적이 있었다. 2010년 7월 경 Doodle 4 Google 공모전이 학교 재학생을 대상으로 'I ♥ 축구'라는 주제를 내걸고 진행됐으며, 2010년 7월 16일에 수상작이 발표됐다.

## 논란과 비판
2007년 9월 13일 구글은 작가 로알드 달의 탄생일을 맞아 그를 기념하는 두들을 게시했다. 문제는 이 날이 유대교의 휴일인 나팔절의 첫날과 겹치는 날이었고, 게시한 즉시 일부 단체에서 로알드 달이 반이스라엘주의자였다는 사실을 들어 구글에게 비판을 가했다. 결국 구글은 같은 날 오후 2시쯤에 두들을 내렸다. 이 두들은 그 날은 물론 이후 구글의 공식 두들 아카이브에 있는 해당 날짜 페이지에서도 찾아볼 수 없게 되었다. 비슷한 시기 구글은 미국 현충일과 재향 군인의 날 같은 미국의 애국 기념일에 특별 구글 로고를 공개하지 않는 점으로 비판받기도 했다. 그 해 구글은 결국 재향 군인의 날을 기념하는 로고를 내걸었다.
2013년 3월 31일에는 미국 홈페이지에 미국의 운동가인 케사르 차베스를 기념하는 로고를 부활절 로고 대신 내걸어 비판을 받았다. 2014년 구글은 디데이 작전 70주년 기념 두들 대신에 일본의 바둑 기사를 기리는 두들을 내걸어 비판을 받았다. 구글은 비판에 응하여 로고를 삭제하고 노르망디 작전에 관한 사진 검색 결과로 연결되는 여러 링크를 추가했다. 한편 구글은 두들의 주제로 다뤄진 인물의 대다수가 백인 남성이고 여성이나 다른 인종의 인물은 그렇게 많이 기념하지 않은 것으로 나타났다는 조사에 따라 비판받기도 했다. 이에 관해서 구글 측은 해당 문제에 관해 고심 중이라고 해명했다.
2016년 5월 19일 구글은 아시아계 미국인 운동가인 고치야마 유리를 기념하는 두들을 미국판 메인 홈페이지에 걸었다. 일각에서는 고치야마가 오사마 빈 라덴과 마오쩌둥을 존경한다는 등의 견해를 표시한 적이 몇 번 있었던 만큼, 그녀를 택한 것은 부적합했다는 사실을 밝히기도 했다. 이런 비판에 대해서 구글은 이번에는 대응하지 않고 홈페이지 및 두들 연관 페이지에 걸린 해당 두들을 바꾸지 않았다.

## 같이 보기
- 브랜드 경영
- 인터랙티브 미디어

## 참고
1. ↑  구글은 1999년부터 한 해도 빠짐없이 전세계 대상으로 한 특별 두들을 연말 겨울에 선보이고 있다. 로고가 하나인 해도 있었고 여러 날에 걸쳐 이어지는 로고도 있는데 후자의 경우 최소 12월 25일 (빠르면 12월 20일, 늦으면 12월 27일)에 시작된다. 이들 로고의 대다수는 겨울을 주제로 한 것으로 (여름인 남반구에도 적용), 크리스마스를 주제로 만들었거나 선물 주고받기에 관한 로고도 있다.  여러 뉴스 보도에서는 언급되긴 하나, 구글이 이런 두들을 가리켜 '크리스마스'라는 용어를 쓰는 경우는 있다 하더라도 극히 드문 편이다.[25][26] 대신 구글은 두들을 가리킬 때 '즐거운 연말 보내세요' (season's greetings), '행복한 휴일', '이번 시즌', '연말', '연속 휴일' 같은 단어를 사용한다.